# Erwin Stahl

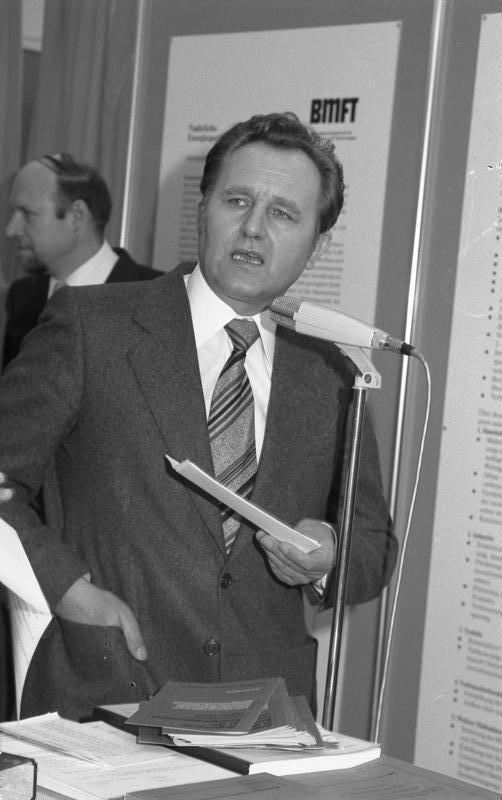
Erwin Stahl auf der Hannover Messe 1978

Erwin Stahl (* 25. Juni 1931 in Eigenheim, Kreis Hohensalza; † 7. August 2019 in Tönisberg) war ein deutscher Politiker (SPD). Er war von 1978 bis 1982 Parlamentarischer Staatssekretär beim Bundesminister für Forschung und Technologie.

## Ausbildung und Beruf
Nach der Internierung seiner Familie in Polen von 1945 bis 1949 begann Stahl eine Lehre im Bergbau, die er 1951 als Knappe und 1953 als Hauer beendete. Nach dem Besuch der Bergschule legte Stahl 1956 die Prüfung als Grubensteiger ab. 1963 erreichte er den Befähigungsnachweis zum Grubenbetriebsführer und zum Bergingenieur (grad.). Ab 1970 war Stahl als Sachbearbeiter bei der Bergbau AG Niederrhein tätig.

## Familie
Erwin Stahl war verheiratet und hatte vier Kinder.

## Partei
Seit 1964 war er Mitglied der SPD. Hier gehörte er dem Vorstand des SPD-Unterbezirks Viersen an.

## Abgeordneter
Von 1970 bis 1975 gehörte er dem Stadtrat seiner Heimatstadt Kempen an. Von 1972 bis 1990 war Stahl Mitglied des Deutschen Bundestages. Erwin Stahl war stets über die Landesliste Nordrhein-Westfalen in den Bundestag eingezogen.

## Öffentliche Ämter
Am 16. Februar 1978 wurde Stahl als Parlamentarischer Staatssekretär beim Bundesminister für Forschung und Technologie in die von Bundeskanzler Helmut Schmidt geführte Bundesregierung berufen. Nach der Wahl von Helmut Kohl zum Bundeskanzler schied er am 4. Oktober 1982 aus dem Amt.

## Nachlass
Stahl übergab seinen Nachlass in drei Teilen 1982, 1985 und Anfang der 1990er Jahre dem Kreisarchiv Viersen als Depositum. Der Nachlass ist erschlossen. Er umfasst rund 500 Ordner.